# Amphicoma brittoni
Amphicoma brittoni är en skalbaggsart som beskrevs av S. Endrödi 1952. Amphicoma brittoni ingår i släktet Amphicoma och familjen Glaphyridae. Inga underarter finns listade i Catalogue of Life.